# Distretto di Morropón
Il distretto di Morropón è un distretto del Perù, facente parte della provincia di Morropón, nella regione di Piura.